# Francesca Solleville
Francesca Solleville (Périgueux, 2 de marzo de 1932) es una cantante francesa en la tradición de la canción de protesta la margen izquierda de París comprometida.

## Biografía
Francesca Solleville nació en Périgueux. Su padre gascón de Marmande, pertenecía a una familia de notables conservadores, y su madre era una italiana que había emigrado a Francia con sus padres para huir del fascismo, miembro del movimiento antifascista " Giustizia e libertà ". Es nieta de Luigi Campolonghi, miembro del Partido Socialista Italiano y líder de la Liga Italiana de Derechos Humanos.
Estudió literatura en la Sorbona donde obtuvo una licenciatura y recibió formación de canto de la cantante Marya Freund . Participó en los coros de Radio France.
A partir de 1959, Francesca Solleville abandonó el canto lírico para cantar a sus autores favoritos en los cabarets de la Margen Izquierda de París. Influenciada por Germaine Montero y animada por Léo Ferré, Jacques Douai la apoya en la discográfica BMA .
Canta en muchos cabarets, especialmente en L'Écluse, donde actúa con Barbara, en La Contrescarpe donde Elsa Triolet y Louis Aragon acaban de escucharla cantar, en La Colombe donde conoce a Pierre Perret y en el Port du Salut donde también canta. Christine Sèvres, Jacques Debronckart, Maurice Fanon, Pia Colombo, Pierre Louki, Ricet Barrier . En 1959 interpreta en la Mutualité dos canciones de Louis Aragon ( La rosa de año nuevo y Un hombre pasa por debajo de la ventana y canta ). Graba sus primeros temas Francesca Solleville canta a Aragon y Mac Orlan . Ese mismo año participó en discos colectivos ( canciones infantiles a 45 rpm, canciones infantiles a 33 rpm 25 cm  ).
En 1960, cantó en su segundo 45 rpm a Luc Bérimont, Aragon y Ferré. En 1961 cantó a Mac Orlan en un nuevo 45 rpm.
En mayo de 1962 lanzó su primer álbum de 25 cm  titulado Recital n 1, donde canta los poetas Paul Fort ( La Marine, musicalizada por Georges Brassens), Charles Baudelaire, Louis Aragon y Jean Ferrat ( J'entends, j'entends ).
En la década de 1960, también grabó canciones de Hélène Martin, Georges Coulonges, Yani Spanos, Philippe-Gérard, Serge Rezvani y poemas de Guillaume Apollinaire y Jean Genet . También cantó en la película Dragée au poivre estrenada en 1963.
En 1964 recibió el Gran Premio de la Académie Charles Cros por su recital n 2 de 1963.
Interpreta canciones comprometidas contra el nazismo, el franquismo, la guerra de Vietnam. También apoya la causa de los trabajadores ( Le Chant des Ouvriers ). En 1971 graba con Mouloudji y Armand Mestral La Commune en chantant, un homenaje a los cien años de la Comuna de París . En 1975 publica Cantos de exilio y lucha sobre textos de Pablo Neruda. En 1988 celebró el bicentenario de la Revolución Francesa con Musique, Citoyennes ! Allain Leprest escribe la letra de su álbum de 1994 Al Dente.
En 2004 publicó su autobiografía, A piena voce, escrita con la colaboración de Marc Legras. En 2009, celebra 50 años de canción. Ese mismo año, se le dedica un libro, cruzando su retrato con el de Allain Leprest.
Francesca Solleville es, junto a Isabelle Aubret y Christine Sèvres, la cantante que más ha interpretado a Jean Ferrat .

### Compromisos
En 1990, Francesca Solleville firmó el Llamamiento de los 75 contra la Guerra del Golfo . El 30 de noviembre de 2015, se encontraba entre los firmantes del signatarios del Appel des 58 : “ Nos manifestaremos durante el estado de emergencia ”. En septiembre de 2018, fue co-firmante de una columna en The Guardian apoyando el llamado de los artistas palestinos a boicotear la edición 2019 del Festival de la Canción de Eurovisión que se celebrará en Israel.

## Vida personal
En 1959, Franscesca Solleville se casó con el pintor Louis Loyzeau de Grandmaison.

## Discografía

### Álbumes
- 1962: Récital n° 1
- 1963: Récital n° 2
- 1965: Récital n° 3
- 1966: Récital n° 4
- 1968: La Gloire - La fine fleur n°5
- 1969: Récital n° 6
- 1970: Mouloudji et Francesca Solleville chantent Aristide Bruant
- 1972: Francesca Solleville chante la violence et l'espoir
- 1972: Poèmes vietnamiens chantés par Francesca Solleville
- 1974: Le Visage de l'homme
- 1975: Aujourd'Hui les femmes
- 1976: Francesca Solleville chante Louis Aragon
- 1977: Francesca Solleville 77
- 1980: L'Émotion
- 1983: Francesca Solleville 83
- 1989: Musique, citoyennes!
- 1994: Francesc Solleville chante Allain Leprest
- 1996: Al dente - enregistrement du spectacle
- 2000: Grand frère, petit frère
- 2001: En tournée au Japon
- 2003: On s'ra jamais vieux
- 2007: Donnez-moi la phrase...
- 2009: Je déménage
- 2012: La Promesse à Nonna
- 2017: Dolce Vita
- 2019: Les Treize Coups de minuit[6]

### 45 rpm
- Francesca Solleville chante Aragon et Mac Orlan - 1959
- Francesca Solleville chante Aragon, Bérimont, Ferré - 1960
- Francesca Solleville chante Mac Orlan n°4 - 1961
- Francesca Solleville n° 3 - 1961
- Vingt ans - 1963
- Nuit et Brouillard - 1964
- Paris-Cayenne - 1964
- La Petite Juive - 1966
- Les Tuileries - 1966
- La Légende des Saintes Maries de la Mer - 1967
- Et je t'appelle - 1968
- Francesca Solleville chante Paul Éluard - 1969
- Je t'aime - 1970
- Je suis ainsi - 1972
- Demande aux femmes - 1974

## Filmografía
- 1963 : Dragées au poivre de Jacques Baratier : une chanteuse
- 1983 : Les Beaux quartiers, téléfilm réalisé par Jean Kerchbron, d'après le roman de Louis Aragon : Francesca Solleville, tout comme Marc Ogeret, y fait une apparition.
- 2011 : Francesca Solleville, montrez-moi la phrase, film documentaire de Bernard Darnault, 52 min, produit par Inthemood…productions